# Sant Onofre
Onofre o Nofre (Alt Egipte, ca. 315 - ca. 400) fou un anacoreta del desert egipci. És venerat com a sant a tota la cristiandat.

## Hagiografia

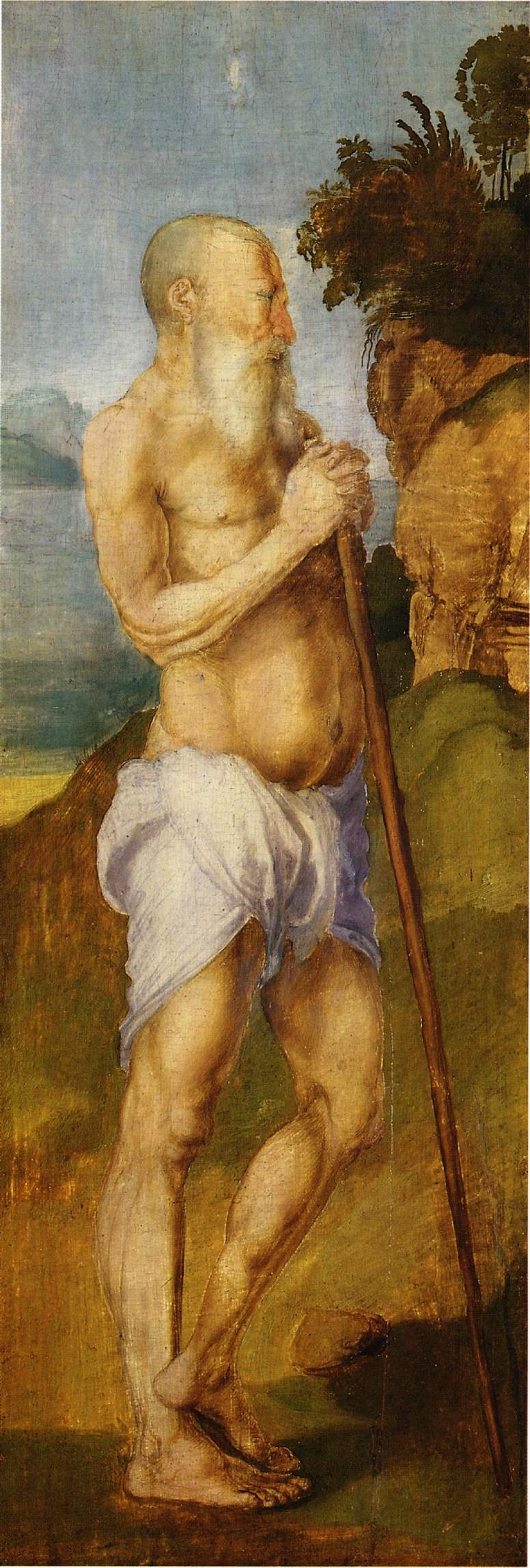
Quadre d'Albrecht Dürer, ca. 1504 (Bremen, Kunsthalle)

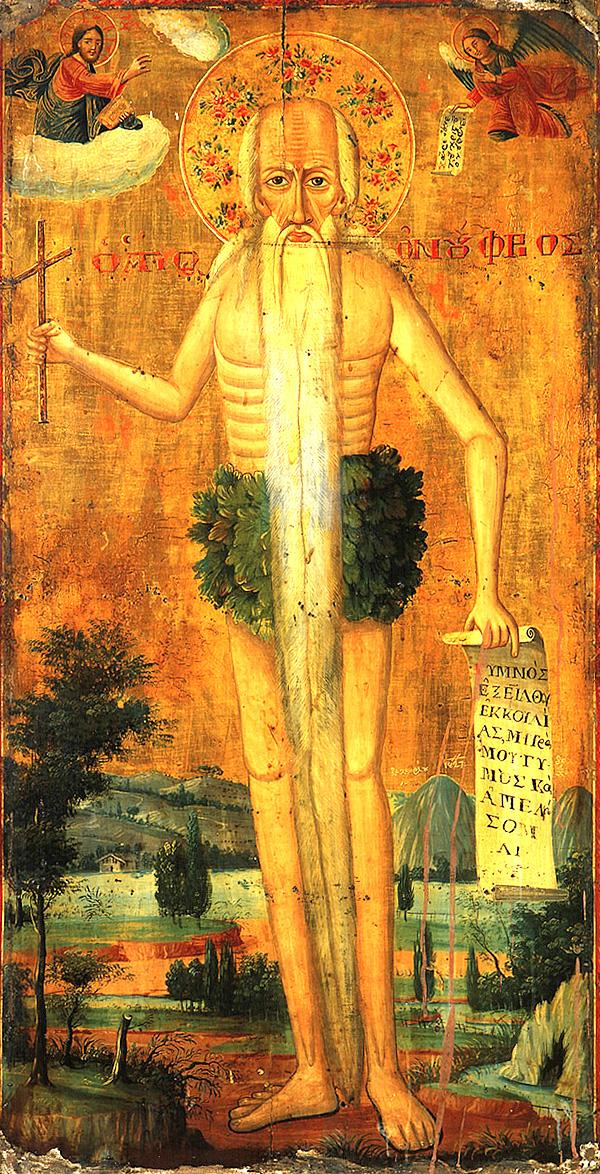
Icona bizantina

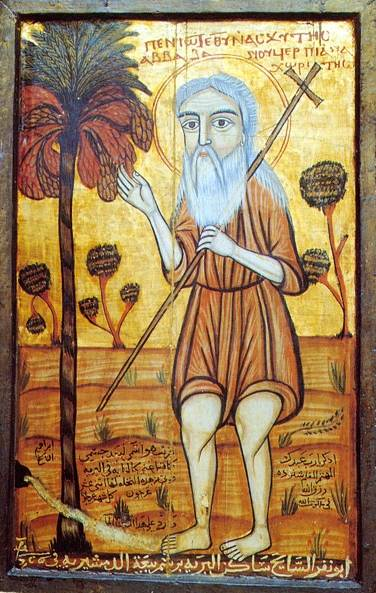
Icona copta

No se sap del cert si visqué al segle iv o al V. Onofre, encara jove, deixà el món i entrà en un convent i, després, se n'anà per fer vida eremítica i visqué durant setanta anys al desert, al segle v; volia imitar l'exemple de solitud i privacions que havia donat sant Joan Baptista. Vivia dels fruits d'una palmera que tenia prop de la cel·la. El monjo egipci Pafnuci, desitjós de conèixer la vida dels eremites del desert, va trobar-lo i l'acompanyà els seus últims dies de vida, donant-li després sepultura. Com que el terra era rocós i molt dur, Pafnuci no pogué cavar-lo i deixà el cos d'Onofre, cobert per roba, en un clot de la roca.
Segons una tradició sense confirmar, era fill d'un rei; quan va néixer, un dimoni l'assenyalà com a producte d'una relació adúltera de la reina i fou sotmès a una ordalia, una prova de foc de la que sortí il·lès.
Una altra tradició, no transmesa per Pafnuci, diu que Onofre havia estudiat jurisprudència i filosofia, però que volgué fer vida religiosa i es feu monjo prop de Tebes, i després ermità. Cada diumenge, un àngel el visitava i li portava el Santíssim Sagrament perquè combregués.
Una llegenda oriental diu que Onofre era en realitat una noia, Onòfria, molt devota i virtuosa que, per no perdre la virginitat quan era perseguida per un pretendent, pregà a Déu que la convertís en home, la qual cosa passà miraculosament.

## Veneració
Pafnuci narrà l'experiència a La vida, que va tenir gran difusió a Orient, donant origen al culte de Sant Onofre, estès per tot l'Àsia Menor, d'on, des de Bizanci, passà a Itàlia i la resta d'Europa. Se celebra el 12 de juny i sol ser representant en l'art com un vell cobert de llargs cabells i barba.
Antoni de Novgorod deia en 1200 que el crani d'Onofre es conservava a l'església de Sant Acindí de Constantinoble.

## Iconografia
En l'art cristià occidental se'l representa majoritàriament com un home d'edat avançada, amb barba i sovint amb tot el cos cobert de pèl. En l'art cristià oriental predomina la representació del sant despullat, la barba llarga i uns calçons fets de fulles.
Obresː
- Bancal d'un retaule amb escenes de la vida de sant Onofre. Segle XIV. Procedeix del Monestir de Pedralbes i es conserva al Museu de la Catedral de Barcelona.

- Fragment d'una escultura representant sant Onofre amb una inscripció en grec. Segle XVI (Museu Històric de Creta)
- Taula amb la representació de sant Onofre, sant Jeroni i sant Pafnuci (Església del Sant Crist, Ciutadella)[1]
- San Onofre, de Francisco Collantes. 1645 (Museo del Prado)[2]
- Imatge de fusta tallada, obra de José de Almeida, cap a 1750 (Lisboa, Museu Nacional d'Art Antic)